# Amsterdamsche Football Club Ajax 2021-2022
Questa voce raccoglie le informazioni riguardanti l'Amsterdamsche Football Club Ajax nelle competizioni ufficiali della stagione 2021-2022.

## Stagione
La stagione si apre ufficialmente con la sconfitta per 0-4 contro il PSV nella gara valida per la Supercoppa dei Paesi Bassi. In Eredivisie il cammino dei lancieri è, invece, molto fruttuoso e si apre con una vittoria casalinga per 5-0, seguita da numerosi risultati positivi, spesso con un netto scarto di reti. A metà campionato la squadra è in corsa per la vittoria del titolo e detiene il miglior attacco e la miglior difesa della divisione. Anche in UEFA Champions League la squadra ottiene risultati soddisfacenti, vincendo autorevolmente il gruppo C con 6 vittorie in 6 gare. Questa striscia positiva è un record riuscito altre poche volte nella storia della competizione. Nel 2022 la squadra viene eliminata dalla Champions agli ottavi di finale dal Benfica, mentre in Coppa dei Paesi Bassi giunge in finale, dove viene sconfitta per 2-1 dal PSV.

## Maglie e sponsor
| Casa | Trasferta | Terza divisa |

Sponsor ufficiale: Ziggo
Fornitore tecnico: Adidas

## Organico

### Rosa
| N. |                        | Ruolo | Calciatore                     |
| -- | ---------------------- | ----- | ------------------------------ |
| 1  | Paesi Bassi (bandiera) | P     | Maarten Stekelenburg           |
| 2  | Paesi Bassi (bandiera) | D     | Jurriën Timber                 |
| 3  | Paesi Bassi (bandiera) | D     | Perr Schuurs                   |
| 4  | Messico (bandiera)     | D     | Edson Álvarez                  |
| 5  | Suriname (bandiera)    | D     | Sean Klaiber                   |
| 6  | Paesi Bassi (bandiera) | C     | Davy Klaassen (terzo capitano) |
| 7  | Brasile (bandiera)     | A     | David Neres                    |
| 8  | Paesi Bassi (bandiera) | C     | Ryan Gravenberch               |
| 9  | Brasile (bandiera)     | A     | Danilo                         |
| 10 | Serbia (bandiera)      | A     | Dušan Tadić ()                 |
| 11 | Brasile (bandiera)     | A     | Antony                         |
| 12 | Marocco (bandiera)     | D     | Noussair Mazraoui              |
| 15 | Paesi Bassi (bandiera) | D     | Devyne Rensch                  |
| 16 | Paesi Bassi (bandiera) | P     | Jay Gorter                     |

| N. |                           | Ruolo | Calciatore                  |
| -- | ------------------------- | ----- | --------------------------- |
| 17 | Paesi Bassi (bandiera)    | D     | Daley Blind (vice capitano) |
| 18 | Argentina (bandiera)      | C     | Jurgen Ekkelenkamp          |
| 18 | Paesi Bassi (bandiera)    | A     | Brian Brobbey               |
| 19 | Marocco (bandiera)        | C     | Zakaria Labyad              |
| 20 | Ghana (bandiera)          | C     | Mohammed Kudus              |
| 21 | Argentina (bandiera)      | D     | Lisandro Martínez           |
| 22 | Costa d'Avorio (bandiera) | A     | Sébastien Haller            |
| 23 | Paesi Bassi (bandiera)    | A     | Steven Berghuis             |
| 24 | Camerun (bandiera)        | P     | André Onana                 |
| 25 | Paesi Bassi (bandiera)    | C     | Kenneth Taylor              |
| 26 | Danimarca (bandiera)      | C     | Victor Jensen               |
| 27 | Paesi Bassi (bandiera)    | A     | Mohamed Ihattaren           |
| 28 | Argentina (bandiera)      | D     | Lisandro Magallán           |
| 30 | Danimarca (bandiera)      | A     | Mohamed Daramy              |
| 31 | Argentina (bandiera)      | D     | Nicolás Tagliafico          |
| 32 | Paesi Bassi (bandiera)    | P     | Remko Pasveer               |
| 33 | Polonia (bandiera)        | P     | Przemysław Tytoń            |

### Aggregati dal settore giovanile
| N. |                        | Ruolo | Calciatore        |
| -- | ---------------------- | ----- | ----------------- |
| 37 | Turchia (bandiera)     | A     | Naci Ünüvar       |
| 38 | Islanda (bandiera)     | C     | Kristian Hlynsson |
| 40 | Paesi Bassi (bandiera) | A     | Sontje Hansen     |
| 41 | Paesi Bassi (bandiera) | C     | Enric Llansana    |
| 43 | Paesi Bassi (bandiera) | D     | Nordin Musampa    |

| N. |                        | Ruolo | Calciatore                 |
| -- | ---------------------- | ----- | -------------------------- |
| 44 | Paesi Bassi (bandiera) | C     | Youri Regeer               |
| 46 | Paesi Bassi (bandiera) | D     | Anass Salah-Eddine         |
| 51 | Paesi Bassi (bandiera) | P     | Charlie Setford            |
| 53 | Paesi Bassi (bandiera) | D     | Liam van Gelderen          |
| 56 | Paesi Bassi (bandiera) | A     | Amourricho Van Axel-Dongen |

## Calciomercato

### Sessione estiva
| Acquisti         | Acquisti          | Acquisti          | Acquisti                   |
| R.               | Nome              | da                | Modalità                   |
| ---------------- | ----------------- | ----------------- | -------------------------- |
| A                | Mohamed Daramy    | Copenaghen        | definitivo (12 milioni €)  |
| A                | Steven Berghuis   | Feyenoord         | definitivo (5,5 milioni €) |
| P                | Jay Gorter        | Go Ahead Eagles   | definitivo (1 milione €)   |
| P                | Remko Pasveer     | Vitesse           | gratuito                   |
| Altre operazioni |                   |                   |                            |
| R.               | Nome              | da                | Modalità                   |
| C                | Răzvan Marin      | Cagliari          | fine prestito              |
| D                | Lisandro Magallán | Crotone           | fine prestito              |
| C                | Carel Eiting      | Huddersfield Town | fine prestito              |
| A                | Noa Lang          | Club Bruges       | fine prestito              |

| Cessioni         | Cessioni              | Cessioni       | Cessioni                  |
| R.               | Nome                  | a              | Modalità                  |
| ---------------- | --------------------- | -------------- | ------------------------- |
| C                | Răzvan Marin          | Cagliari       | definitivo (10 milioni €) |
| A                | Lassina Franck Traoré | Šachtar        | definitivo (10 milioni €) |
| A                | Noa Lang              | Club Bruges    | definitivo (6 milioni €)  |
| P                | Kjell Scherpen        | Brighton       | definitivo (5 milioni €)  |
| C                | Jurgen Ekkelenkamp    | Hertha Berlino | definitivo (3 milioni €)  |
| C                | Carel Eiting          | Genk           | n.d.                      |
| D                | Lisandro Magallán     | Anderlecht     | prestito                  |
| P                | Dominik Kotarski      | HNK Gorica     | prestito                  |
| Altre operazioni |                       |                |                           |
| R.               | Nome                  | da             | Modalità                  |
| A                | Oussama Idrissi       | Siviglia       | fine prestito             |

### Sessione invernale
| Acquisti         | Acquisti          | Acquisti  | Acquisti   |
| R.               | Nome              | da        | Modalità   |
| ---------------- | ----------------- | --------- | ---------- |
| A                | Brian Brobbey     | RB Lipsia | prestito   |
| C                | Mohamed Ihattaren | Juventus  | prestito   |
| P                | Przemysław Tytoń  |           | svincolato |
| Altre operazioni |                   |           |            |
| R.               | Nome              | da        | Modalità   |

| Cessioni         | Cessioni    | Cessioni | Cessioni                  |
| R.               | Nome        | a        | Modalità                  |
| ---------------- | ----------- | -------- | ------------------------- |
| A                | David Neres | Šachtar  | definitivo (12 milioni €) |
| Altre operazioni |             |          |                           |
| R.               | Nome        | da       | Modalità                  |

## Risultati

### Eredivisie

#### Girone di andata
| Arbitro: | Nijhuis |

|                                                           |           |  |
| Haller 5’ Mazraoui 9’ Van Rooij 14’ (aut.) Tadić 19’, 38’ | Marcatori |  |

| Arbitro: | Higler |

|             |           |            |
| Pröpper 87’ | Marcatori | 52’ Haller |

| Arbitro: | Makkelie |

|                                                                     |           |  |
| Antony 5’ Álvarez 31’ Gravenberch 43’ Hájek 60’ (aut.) Klaassen 67’ | Marcatori |  |

| Arbitro: | Manschot |

|  |           |                 |
|  | Marcatori | 28’, 67’ Haller |

| Arbitro: | Van der Eijk |

|                                                                                                   |           |  |
| J. Timber 16’ Berghuis 19’ Mazraoui 29’ Neres 38’, 84’ Tadić 60’ Daramy 64’ Haller 67’ Danilo 76’ | Marcatori |  |

| Arbitro: | Kamphuis |

|  |           |                                                              |
|  | Marcatori | 11’ Berghuis 27’ Mazraoui 38’ Tadić 72’ Kudus 77’ Tagliafico |

| Arbitro: | Van Boekel |

|                                     |           |  |
| Álvarez 40’ Antony 56’ Mazraoui 81’ | Marcatori |  |

| Arbitro: | Nijhuis |

|  |           |               |
|  | Marcatori | 77’ Warmerdam |

| Arbitro: | Makkelie |

|  |           |                      |
|  | Marcatori | 24’ Haller 75’ Neres |

| Arbitro: | Gözübüyük |

|                                                             |           |  |
| Berghuis 19’ Haller 56’ Antony 66’ Klaassen 76’ Tadić 90+2’ | Marcatori |  |

| Almelo 30 ottobre 2021, ore 18:45 CEST 11ª giornata | Heracles Almelo | 0 – 0 | Ajax | Erve Asito (12 080 spett.)\| Arbitro: \| Manschot \| |
| Arbitro:                                            | Manschot        |       |      |                                                      |

| Amsterdam 7 novembre 2021, ore 20:00 CET 12ª giornata | Ajax      | 0 – 0 | Go Ahead Eagles | Johan Cruijff Arena (53 497 spett.)\| Arbitro: \| Dieperink \| |
| Arbitro:                                              | Dieperink |       |                 |                                                                |

| Arbitro: | Lindhout |

|  |           |                                                 |
|  | Marcatori | 17’, 83’ Haller 42’, 57’ Berghuis 74’ J. Timber |

| Arbitro: | Kamphuis |

|  |           |           |
|  | Marcatori | 36’ Tadić |

| Arbitro: | Van de Graaf |

|                                              |           |  |
| Antony 15’, 23’ L. Martínez 18’ Klaassen 71’ | Marcatori |  |

| Arbitro: | Nijhuis |

|            |           |                            |
| Haller 73’ | Marcatori | 50’ Paulidīs 83’ Aboukhlal |

| Arbitro: | Higler |

|  |           |                                    |
|  | Marcatori | 44’ (aut.) Senesi 81’ (rig.) Tadić |

#### Girone di ritorno
| Arbitro: | Nagtegaal |

|                                                   |           |  |
| Blind 14’ Antony 22’ Rensch 82’ Haller 90’, 90+3’ | Marcatori |  |

| Arbitro: | Gözübüyük |

|  |           |                              |
|  | Marcatori | 5’ Antony 19’, 45+2’ Brobbey |

| Arbitro: | Makkelie |

|           |           |                          |
| Götze 53’ | Marcatori | 34’ Brobbey 74’ Mazraoui |

| Arbitro: | Manschot |

|                                    |           |  |
| Klaassen 22’ Haller 55’ Taylor 65’ | Marcatori |  |

| Arbitro: | Lindhout |

|                                                      |           |  |
| Klaassen 31’ Haller 53’, 85’, 88’ Pröpper 77’ (aut.) | Marcatori |  |

| Arbitro: | Van Boekel |

|  |           |               |
|  | Marcatori | 81’ J. Timber |

| Arbitro: | Kamphuis |

|                           |           |              |
| Córdoba 18’ Rommens 45+3’ | Marcatori | 64’ Berghuis |

| Arbitro: | Higler |

|                                  |           |                              |
| Haller 33’, 37’ Tadić 90’ (rig.) | Marcatori | 50’ Kramer 57’ Van der Venne |

| Arbitro: | Lindhout |

|                        |           |                                       |
| Kallon 48’ Joosten 79’ | Marcatori | 3’ Tadić 40’ Haller 90+2’ Gravenberch |

| Arbitro: | Makkelie |

|                                 |           |                       |
| Haller 24’ Tadić 78’ Antony 86’ | Marcatori | 8’ Sinisterra 28’ Til |

| Arbitro: | Nijhuis |

|                   |           |                                                  |
| Strand Larsen 20’ | Marcatori | 45+1’ Klaassen 45+7’ (rig.) Tadić 90+1’ Berghuis |

| Arbitro: | Van Boekel |

|                               |           |              |
| Klaassen 49’ Tadić 62’ (rig.) | Marcatori | 33’ De Kamps |

| Arbitro: | Manschot |

|  |           |             |
|  | Marcatori | 88’ Brobbey |

| Arbitro: | Dieperink |

|                             |           |  |
| Tadić 30’ Klaassen 51’, 80’ | Marcatori |  |

| Arbitro: | Higler |

|                        |           |                         |
| Paulidīs 62’ Evjen 75’ | Marcatori | 42’ Brobbey 86’ Álvarez |

| Arbitro: | Lindhout |

|                                                                         |           |  |
| Tagliafico 19’ Berghuis 33’ Haller 38’ (rig.) Brobbey 85’ Álvarez 90+1’ | Marcatori |  |

| Arbitro: | Nijhuis |

|                 |           |                         |
| Openda 52’, 56’ | Marcatori | 15’ Brobbey 87’ Álvarez |

### Coppa d'Olanda
| Arbitro: | Kooij |

|                                                       |           |  |
| Taylor 10’ Danilo 12’ (rig.), 49’ Hlynsson 89’ (rig.) | Marcatori |  |

| Arbitro: | Van der Eijk |

|                                                                                        |           |  |
| Tagliafico 9’ Danilo 21’ (rig.), 26’, 37’, 55’ Regeer 41’ Hlynsson 64’ Daramy 66’, 84’ | Marcatori |  |

| Arbitro: | Nijhuis |

|                                           |           |  |
| Antony 17’, 62’ Haller 30’, 46’ Tadić 51’ | Marcatori |  |

| Arbitro: | Gözübüyük |

|  |           |                           |
|  | Marcatori | 11’ Berghuis 89’ Klaassen |

| Arbitro: | Danny Makkelie |

|                            |           |                 |
| É. Gutiérrez 48’ Gakpo 50’ | Marcatori | 23’ Gravenberch |

### Supercoppa d'Olanda
| Arbitro: | Björn Kuipers |

|  |           |                                         |
|  | Marcatori | 2’, 29’ Madueke 76’ Vertessen 89’ Götze |

### UEFA Champions League

#### Fase a gironi
| Arbitro: | José María Sánchez Martínez |

|              |           |                                      |
| Paulinho 33’ | Marcatori | 2’, 9’, 51’, 63’ Haller 39’ Berghuis |

| Arbitro: | Benoît Bastien |

|                         |           |  |
| Berghuis 17’ Haller 43’ | Marcatori |  |

| Arbitro: | Jesús Gil Manzano |

|                                                 |           |  |
| Reus 11’ (aut.) Blind 25’ Antony 57’ Haller 72’ | Marcatori |  |

| Arbitro: | Michael Oliver |

|                 |           |                                     |
| Reus 37’ (rig.) | Marcatori | 72’ Tadić 83’ Haller 90+3’ Klaassen |

| Arbitro: | Irfan Peljto |

|                    |           |                 |
| Ghezzal 22’ (rig.) | Marcatori | 54’, 69’ Haller |

| Arbitro: | Davide Massa |

|                                                    |           |                       |
| Haller 8’ (rig.) Antony 42’ Neres 58’ Berghuis 62’ | Marcatori | 22’ Santos 78’ Tabata |

#### Fase a eliminazione diretta
| Arbitro: | Slavko Vinčić |

|                                 |           |                      |
| Haller 26’ (aut.) Yaremchuk 72’ | Marcatori | 18’ Tadić 29’ Haller |

| Arbitro: | Carlos del Cerro Grande |

|  |           |           |
|  | Marcatori | 77’ Núñez |

## Statistiche

### Statistiche di squadra
Statistiche aggiornate al 15 maggio 2022.
| Competizione         | Punti | In casa | In casa | In casa | In casa | In casa | In casa | In trasferta | In trasferta | In trasferta | In trasferta | In trasferta | In trasferta | Totale | Totale | Totale | Totale | Totale | Totale | DR   |
| Competizione         | Punti | G       | V       | N       | P       | Gf      | Gs      | G            | V            | N            | P            | Gf           | Gs           | G      | V      | N      | P      | Gf     | Gs     | DR   |
| -------------------- | ----- | ------- | ------- | ------- | ------- | ------- | ------- | ------------ | ------------ | ------------ | ------------ | ------------ | ------------ | ------ | ------ | ------ | ------ | ------ | ------ | ---- |
| Eredivisie           | 83    | 17      | 14      | 1       | 2       | 62      | 8       | 17           | 12           | 4            | 1            | 36           | 11           | 34     | 26     | 5      | 3      | 98     | 19     | +79  |
| KNVB beker           | -     | 3       | 3       | 0       | 0       | 18      | 0       | 2            | 1            | 0            | 1            | 3            | 2            | 5      | 4      | 0      | 1      | 21     | 2      | +19  |
| Champions League     | 18    | 4       | 3       | 0       | 1       | 10      | 3       | 4            | 3            | 1            | 0            | 12           | 5            | 8      | 6      | 1      | 1      | 22     | 8      | +14  |
| Johan Cruijff Schaal | -     | 1       | 0       | 0       | 1       | 0       | 4       | 0            | 0            | 0            | 0            | 0            | 0            | 1      | 0      | 0      | 1      | 0      | 4      | -4   |
| Totale               | -     | 25      | 20      | 1       | 4       | 90      | 14      | 23           | 16           | 5            | 2            | 51           | 18           | 48     | 36     | 6      | 6      | 141    | 33     | +108 |

### Andamento in campionato
| Giornata  | 1 | 2 | 3 | 4 | 5 | 6 | 7 | 8 | 9 | 10 | 11 | 12 | 13 | 14 | 15 | 16 | 17 | 18 | 19 | 20 | 21 | 22 | 23 | 24 | 25 | 26 | 27 | 28 | 29 | 30 | 31 | 32 | 33 | 34 |
| --------- | - | - | - | - | - | - | - | - | - | -- | -- | -- | -- | -- | -- | -- | -- | -- | -- | -- | -- | -- | -- | -- | -- | -- | -- | -- | -- | -- | -- | -- | -- | -- |
| Luogo     | C | T | C | T | C | T | C | C | T | C  | T  | C  | T  | T  | C  | C  | T  | C  | T  | T  | C  | C  | T  | T  | C  | T  | C  | T  | C  | T  | C  | T  | C  | T  |
| Risultato | V | N | V | V | V | V | V | P | V | V  | N  | N  | V  | V  | V  | P  | V  | V  | V  | V  | V  | V  | V  | P  | V  | V  | V  | V  | V  | V  | V  | N  | V  | N  |
| Posizione | 1 | 4 | 2 | 2 | 1 | 1 | 1 | 1 | 1 | 1  | 1  | 1  | 1  | 1  | 1  | 2  | 2  | 2  | 2  | 1  | 1  | 1  | 1  | 1  | 1  | 1  | 1  | 1  | 1  | 1  | 1  | 1  | 1  | 1  |

Legenda:

Luogo: C = Casa; T = Trasferta. Risultato: V = Vittoria; N = Pareggio; P = Sconfitta.